# Kang Cshanggi
Kang Cshanggi (hangul: 강창기, handzsa: 姜昌基, RR: Kang Chang-gi; 1928. augusztus 28. – Szöul, 2007. január 5. –) dél-koreai labdarúgó-középpályás.